# Cladonema californicum
Cladonema californicum is een hydroïdpoliep uit de familie Cladonematidae. De poliep komt uit het geslacht Cladonema. Cladonema californicum werd in 1947 voor het eerst wetenschappelijk beschreven door Hyman. 